# Mark Rathbun

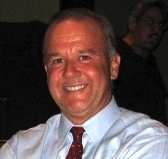
Mark „Marty“ Rathbun

Mark „Marty“ Rathbun (* 9. Januar 1957) ist ein ehemaliger Spitzenfunktionär der Scientology-Kirche, der zwei Jahrzehnte als rechte Hand des aktuellen Scientology-Vorsitzenden David Miscavige agierte.
Rathbun verließ die Scientology-Organisation im Jahr 2004 und wurde danach zu einem ihrer Hauptkritiker. Im August 2013 verklagte er mit seiner prozessführenden Frau unter anderem Miscavige und das Religious Technology Center wegen Schikane, Überwachung und Belästigung.
Dabei war Rathbun zunächst weiterhin Anhänger der Scientology-Lehre, er galt als einer der führenden Köpfe der so genannten Freien Zone. Mittlerweile hat er sich jedoch auch von der Scientology-Lehre abgewendet und bezeichnet sich als religionslos.

## Scientology-Kontakt und Aufstieg
Die Familie Rathbun lebte im kalifornischen Marin County. Man geht davon aus, dass Mark Rathbuns Mutter 1967 Suizid nach mehreren Nervenzusammenbrüchen und folgenden Elektroschocktherapien verübte.
Nachdem Rathbun 1976 sein Studium des Kreativen Schreibens abgebrochen hatte, beschäftigte er sich zunächst mit Buddhismus und Jiddu Krishnamurti. Mit Scientology kam Rathbun in Kontakt, nachdem sein Bruder mit der Diagnose Katatonie in ein Krankenhaus eingeliefert worden war und Rathbun zweifelte, ob die bei seinem Bruder angewandte pharmakologische Therapie erfolgversprechend sei. Nachdem er einen Kommunikationskurs bei Scientology absolviert hatte, unterschrieb er im Januar 1978 einen Vertrag als Mitglied der Sea Org.
Nach eigener Aussage wurde Rathbun 1981 in die All Clear Unit der Commodore’s Messenger Organization berufen, wo er direkt unter David Miscavige arbeitete. 1987 wurde er General Director bzw. Inspector General des Religious Technology Center (RTC). In den Jahren seit 1981 avancierte er zu Miscaviges Top-Lieutenant. So hatte er die nächsten zwei Jahrzehnte die zweithöchste Position innerhalb der Scientology-Kirche inne.

## Scientology vs. IRS

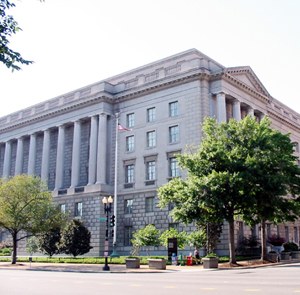
Zentrale der IRS, Washington, D.C.

Im Jahr 1967 hob die US-Bundessteuerbehörde Internal Revenue Service die Steuerbefreiung der Scientology-Kirche aufgrund ihrer so eingeschätzten Ausrichtung als gewinnorientiert arbeitendes Unternehmen auf.
Scientology versuchte diese Entscheidung wieder rückgängig zu machen. Mit der Gründung der IRS-Whistleblower (1984) begann man unzählige Klagen gegen das IRS zu führen. Rathbun, der mit Miscavige die Klagen koordinierte, ging dabei nach der Maxime Hubbards vor, dass der Zweck einer Klage nicht sei, diese zu gewinnen, sondern die Gegenseite zu „bedrängen und abzuschrecken“.
Im Oktober 1991 einigten sich Regierungs- und IRS-Vertreter mit Scientology darauf, dass die Scientology-Kirche einer zwei Jahre dauernden Prüfung unterzogen werden sollte und daraufhin wieder eine Steuerbefreiung bekommen könne. Im Gegenzug beendete Scientology seine Aktivitäten gegen die Steuerbehörde. Das entsprechende Abkommen trat am 1. Oktober 1993 in Kraft. Nach einer Steuernachzahlung in Höhe von 12,5 Millionen US-Dollar gilt die Scientology-Kirche seither wieder als gemeinnützige Religionsgemeinschaft.
Rathbun bekam im Folgenden von Miscavige den Titel eines Kha-Khans verliehen, darüber hinaus wurde ihm ein zweijähriger Aufenthalt auf dem Scientology-Schiff Freewinds bewilligt, wo Rathbun sich zum Auditor ausbilden ließ und die Stufe OT III erreichen wollte.

## Der Tod von Lisa McPherson

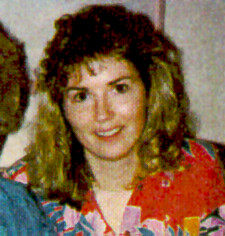
Lisa McPherson

Nach dem Tod Lisa McPhersons 1995 aufgrund Dehydrierung nach 17 Tagen eines Introspection Rundowns wurde Rathbun von Miscavige beauftragt, „... dieses Schlamassel [wieder] in Ordnung“ zu bringen. Eine Verurteilung wegen einer Straftat hätte Scientology die Steuerbefreiung kosten können.
2000 ließ der Staat Florida sämtliche Anklagen gegen Scientology fallen. Auch das Zivilverfahren der Familie von McPherson wurde nach einem 2004 geschlossenen Vergleich beigelegt.
Im Jahr 2009 gab Rathbun zu, dass er McPherson betreffende Dokumente zur Vernichtung angewiesen hatte. 2012 gab er zudem bekannt, Scientology habe insgesamt 30 Millionen US-Dollar ausgegeben, um den Fall McPherson niederzuschlagen.

## Auditor von Tom Cruise

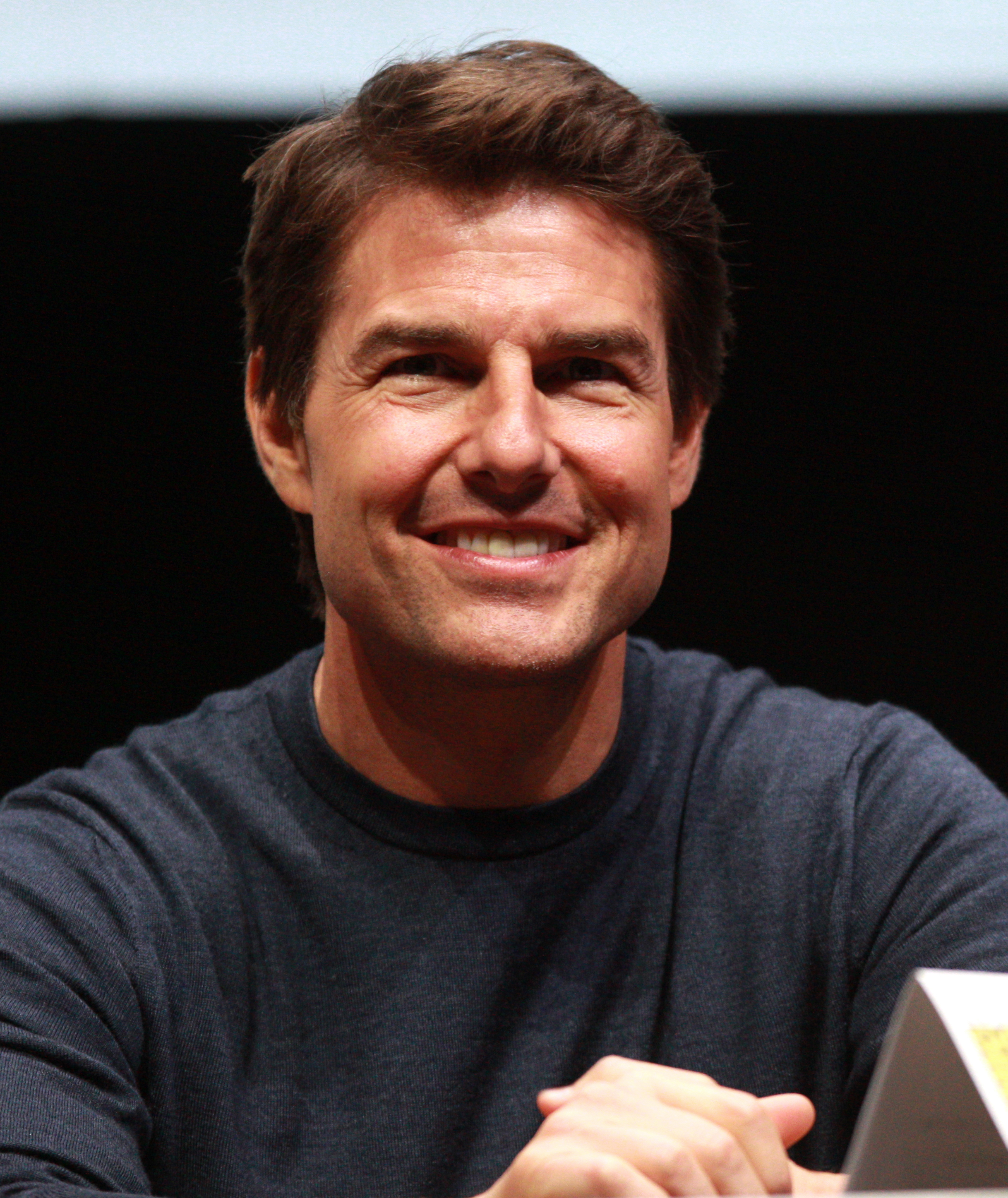
Tom Cruise, 2013

Zu Beginn des Jahres 1998 wurde Rathbun von Miscavige damit beauftragt, Tom Cruise wieder für Scientology zu gewinnen. Cruise war Scientology schon 1986 beigetreten, hatte sich seit seiner Heirat mit Nicole Kidman 1990 jedoch immer mehr zurückgezogen.
Ab 2001 war Rathbun Auditor von Cruise und wurde zunehmend auch als dessen Berater tätig. Cruise hatte sich zwischenzeitlich von Kidman scheiden lassen, erreichte 2002 die Stufe OT IV und begann sich zunehmend für Scientology einzusetzen, indem er sich unter anderem mit dem US-Außenminister und US-Botschaftern in Frankreich, Griechenland und Deutschland traf.
Nach Rathbuns Ausstieg aus Scientology 2004 berichtete dieser, dass die vertraulichen Auditingsitzungen von Cruise auf Geheiß von Miscavige heimlich mitgefilmt worden seien und er Miscavige auch jeweils schriftlich von den wichtigsten Inhalten habe berichten müssen.

## Scientology-Ausstieg
Rathbun trat 2004 aus der Scientology-Kirche aus und tauchte zunächst unter. Mitte 2009 meldete er sich im Rahmen des Special Report der Tampa Bay Times zu Wort, lancierte einen eigenen Blog und wurde bald zu einer wesentlichen Scientology-kritischen Anlaufstation. Auch aussteigwilligen Scientologen bietet er eine Plattform.
Dabei verstand sich Rathbun zunächst nach wie vor als Anhänger der Scientology-Lehre, wandte sich aber gegen die Führung der Organisation. Er galt als einer der führenden Köpfe der Independent Scientologists-Bewegung (auch: Freie Zone). Mittlerweile hat er sich jedoch auch von der Scientology-Lehre abgewendet und bezeichnet sich als religionslos.
In Folge kam es zu Belästigungen und umfänglicher Überwachung der Aktivitäten Rathbuns durch die Scientology-Kirche. Aufgrund dessen klagt Rathbun bzw. seine prozessführende Ehefrau seit 2013 gegen Miscavige und Scientology.
2015 trat Rathbun in Alex Gibneys Dokumentarfilm Scientology: Ein Glaubensgefängnis auf, in dem er über seine Erfahrungen mit der Bewegung berichtete. Im selben Jahr war er beteiligt an dem Film My Scientology Movie des britischen Dokumentarfilmers Louis Theroux.